# Eviation Alice
Die Eviation Alice ist ein Elektroflugzeug, das als kommerzielles Passagierflugzeug entwickelt wird. Hersteller ist die Firma Eviation Aircraft. Das Unternehmen wurde in Israel gegründet, der Hauptsitz wurde jedoch mittlerweile in die USA verlegt.

## Entwicklung

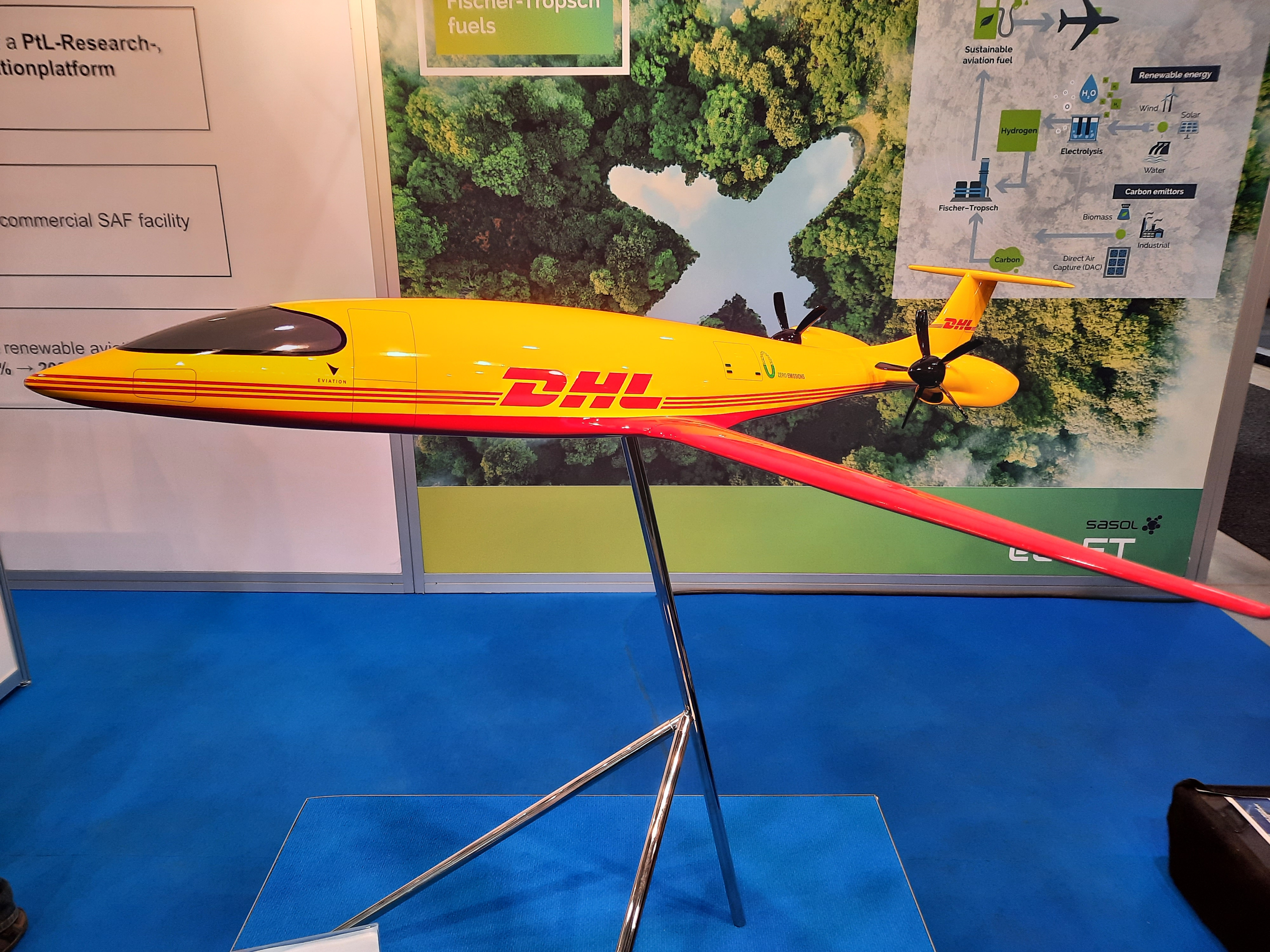
Modell der Eviation Alice in den Farben von DHL auf der ILA 2022

Alice wird als Zubringerflugzeug entwickelt. Das Flugzeug soll neun Passagiere und eine Crew aus zwei Mitgliedern über eine Strecke von bis zu 815 Kilometern befördern. Damit läge es von den Leistungsparametern deutlich über denen anderer bisher vorgestellter Elektroflugzeuge. Der kommerzielle Einsatz sollte im Jahr 2022 bei der US-amerikanischen Gesellschaft Cape Air beginnen. Der Hersteller schätzt die Betriebskosten auf ein Fünftel derer für konventionelle Flugzeuge. Der Einsatz ist vor allem für Pendler gedacht. Kurze Flugstrecken stehen aus ökologischen Gründen besonders in der Kritik.
Das Flugzeug wurde auf der Pariser Luftfahrtschau 2019 der Öffentlichkeit vorgestellt. Am 22. Januar 2020 kam es bei Bodentests auf dem Flughafen von Prescott (Arizona) zu einem Brand im elektrischen System des ersten Prototyps, der dabei erheblich beschädigt wurde. 2020 sollten weitere zwei Prototypen in die USA geliefert werden.
Der Eviation-Entwicklungschef Omer Bar-Yohay erklärte am 15. Dezember 2020, dass der Erstflug des überarbeiteten Prototyps 2021 stattfinden soll. Am 1. Juli 2021 wurde der auf Basis von Praxiserfahrungen und des Kundenfeedbacks geänderte Flugzeugentwurf präsentiert. Nunmehr soll das Flugzeug ein T-Leitwerk, ein konventionelles Bugradfahrwerk und zwei statt drei Triebwerke erhalten. Diese sollen an Pylonen am Heck angebracht werden und fünfblättrige Zugpropeller antreiben. Die Reichweite wurde etwas reduziert. Der kommerzielle Einsatz sollte nun ab 2024 erfolgen. Der Stückpreis soll 4 Mio. US-Dollar betragen (circa 3,4 Mio. Euro nach Wechselkurs von 2021).
DHL Express bestellte im Sommer 2021 zwölf Flugzeuge. Der achtminütige Erstflug des Prototyps mit dem Kennzeichen N882EV erfolgte am 27. September 2022 in Moses Lake, Washington. Bei den Konzerten im Juli 2023 von Coldplay in Frankfurt, wurde auf der Leinwand eine Alice mit DHL-Lackierung gezeigt, wie auch in einem Werbevideo zusammen mit der FIA Formel E das zur gleichen Zeit bei Social Media veröffentlicht wurde.
Derzeit (Juli 2024) wird kein konkreter Inbetriebnahmezeitpunkt mehr genannt. DHL hält an seiner Bestellung fest, auch Air New Zealand hat Maschinen geordert.
Im Februar 2025 wurde bekannt, dass das Start-up Eviation Aircraft die Entwicklung der Alice auf unbestimmte Zeit gestoppt und nahezu alle Mitarbeiter entlassen hat.

## Konstruktion

### Allgemeines
Der erste und zweite Prototyp sahen einen Tiefdecker mit einem tropfenförmigen Rumpf vor aus kohlenstofffaserverstärktem Kunststoff vor, der einen Teil des Auftriebs liefern sollte. Der dritte Entwurf hat einen rohrförmigen Rumpf. Das Flugzeug ist mit einer Druckkabine ausgestattet.
Die Alice ist gemäß Angaben des Herstellers das erste Flugzeug mit einer elektronischen Flugsteuerung, die von Anfang an auf einen elektrischen Antrieb ausgelegt ist. Die Kühlung der Motoren wird durch in die Außenhaut und die Verkleidung der Motoren eingebettete Kühlplatten gewährleistet. Das Flugzeug verfügt über zwei Rumpfsteckdosen. Mit einer halben Stunde Ladezeit soll eine Stunde Flugzeit möglich sein.

### 1. Prototyp
Der erste Prototyp hatte ein V-Leitwerk und ein Einziehfahrwerk bestehend aus den zwei einrädrigen Hauptfahrwerken unter den Tragflächen und einem Heckrad. Die drei 260 kW leistenden Elektromotoren von Siemens und Magnix waren an den Tragflächenspitzen und am Rumpfende angebracht und trieben jeweils verstellbare Druckpropeller an. Der Lithium-Ionen-Akku hat eine Kapazität von 900 bis 980 kWh. Seine Masse beträgt 3600 kg, das sind ca. 60 % der maximalen Startmasse. Sollte einer der Motoren an den Tragflächenspitzen ausfallen, würde die von Honeywell gelieferte Elektronik den gegenüberliegenden Motor ebenfalls herunterregeln und dafür die Leistung des Heckmotors stark erhöhen. Das Flugzeug sollte auch mit dem Heckmotor allein flugfähig bleiben.

### 2. Prototyp
Der 2. Prototyp verfügt über gestreckte Tragflächen mit Winglets, einem T-Leitwerk und einem Bugradfahrwerk. Die beiden Triebwerke sind am Heck an Pylonen angebracht und treiben fünfblättrige Zugpropeller an. Das Flugzeug verfügt über ein Fahrwerk mit einem Bugrad und zwei einrädrigen Hauptfahrwerken. Es soll bei einem Sichtflug tagsüber 463 km weit fliegen können, mit einer zusätzlichen Reserve von 30 Minuten. Die Höchstgeschwindigkeit liegt bei 482 km/h. Der Lithium-Ionen-Akku hat jetzt nur noch eine Größe von 820 kWh. Die Zertifizierung der US-Flugsicherheitsbehörde soll 2024 stattfinden, die Auslieferung der ersten Modelle an die Kunden 2027. Geplant sind auch eine Executive-Version für nur sechs Passagiere, dafür aber mit einer größeren Reichweite, und eine sitzlose Cargo-Version.

### Serienmodell
Im Frühjahr 2024 stellte Eviation die dritte Variante der Alice vor. Sie ähnelt stärker einem klassischen Flugzeug. Der Rumpf ist nicht mehr tropfenförmig wie in vorherigen Versionen, sondern rohrartig. Das soll die Herstellungs- und Wartungsprozesse vereinfachen. Außerdem sieht der neue Entwurf größerer Tragflächen und Steuerflächen vor. Das maximale Startgewicht wurde erhöht, um mehr Batterien verbauen zu können. Die Entwicklung erfolgte durch das Ingenieurbüro TLG Aerospace.

## Technische Daten
| Kenngröße            | 1. Prototyp                    | 2. Prototyp (N882EV)                      |
| -------------------- | ------------------------------ | ----------------------------------------- |
| Besatzung            | 2                              | 2                                         |
| Passagiere           | 9                              | 9                                         |
| Länge                | 12,20 m                        | 17,40 m                                   |
| Spannweite           | 16,12 m                        | 19,2 m                                    |
| Höhe                 | 4,20 m                         | 3,84 m                                    |
| max. Startmasse      | 6350 kg                        | 18.400 lb (ca. 8.350 kg)                  |
| Reisegeschwindigkeit | 482 km/h                       | 260 kn (ca. 480 km/h)                     |
| Dienstgipfelhöhe     | 9140 m                         | 9753 m                                    |
| Triebwerk            | drei Elektromotoren, je 260 kW | zwei Elektromotoren magniX 650, je 700 kW |